# 藤井達也 (歌手)
藤井 達也（ふじい たつや、1988年5月25日 - ）は、日本のタレント、歌手。北海道釧路市出身。
株式会社LONGFINE所属。身長177cmで、血液型B型。

## 経歴
19歳で上京し、音楽活動をスタート。
2012年ダンスボーカルグループ・UNFAKEに所属し、リーダーを勤める。
2013年にはTSUTAYAレンタル限定シングル「Round&Round」をリリースし、ライブ活動を実施。2014年にグループ解散。
2015年にシロセ塾に所属し、tatsuya&T-Voとして、渋谷を中心に全国各地でも楽曲やイベントに参加。同年、「藤井達也」としてソロ活動を開始。
iTunesで2016年1月より連続5ヶ月配信を達成もしている。
現在はイベントオーガナイザーとして、音楽イベント「SEASONS」を主催。

SEASONSでは、本人も出演中。
イベントオーガナイザーの仕事以外にはソロアーティストとして、他のイベントの出演や、MCなども行う。

また、イチナナライブでも配信中。

## 人物
明るいキャラクター性を売りとしたトークで2020年にはAmazonプライムビデオによるバチェロレッテ・ジャパンにも出演。